# Eric Chapuis
Eric Daniel Chapuis (* 7. Juli 1942 in Moudon) ist ein ehemaliger Schweizer Autorennfahrer.

## Karriere als Rennfahrer
Eric Chapuis war in den späten 1960er- und in den 1970er-Jahren als GT- und Sportwagenpilot aktiv. Neben Einsätzen bei Bergrennen und in der Sportwagen-Weltmeisterschaft war Chapuis auch zweimal beim 24-Stunden-Rennen von Le Mans am Start. 1974 fuhr er gemeinsam mit Roger Dorchy und William Vollery einen Porsche 911 Carrera RSR, der nach einem Motorschaden ausfiel. Auch 1975 waren Dorchy und Vollery seine Teampartner. Diesmal stoppte ein Ventilschaden am 911 Carrera RSR das Trio.

## Statistik

### Le-Mans-Ergebnisse
| Jahr | Team                | Fahrzeug                | Teamkollege  | Teamkollege     | Platzierung | Ausfallgrund  |
| ---- | ------------------- | ----------------------- | ------------ | --------------- | ----------- | ------------- |
| 1974 | Porsche Club Romand | Porsche 911 Carrera RSR | Roger Dorchy | William Vollery | Ausfall     | Motorschaden  |
| 1975 | Ècurie du Nord      | Porsche 911 Carrera RSR | Roger Dorchy | William Vollery | Ausfall     | Ventilschaden |

### Einzelergebnisse in der Sportwagen-Weltmeisterschaft
| Saison | Team                | Rennwagen               | 1   | 2   | 3   | 4   | 5   | 6   | 7   | 8   | 9   | 10  |
| ------ | ------------------- | ----------------------- | --- | --- | --- | --- | --- | --- | --- | --- | --- | --- |
| 1970   | Claude Haldi        | Porsche 911             | DAY | SEB | BRH | MON | TAR | SPA | NÜR | LEM | WAT | ZEL |
| 1970   | Claude Haldi        | Porsche 911             |     |     |     | 26  |     |     |     |     |     |     |
| 1974   | Porsche Club Romand | Porsche 911 Carrera RSR | MON | SPA | NÜR | IMO | LEM | ZEL | WAT | LEC | BRH | KYA |
| 1974   | Porsche Club Romand | Porsche 911 Carrera RSR |     |     |     |     | DNF |     |     | 19  |     |     |